# Welgersdorf
Welgersdorf (ungarisch Velege, kroatisch Velegaj, Romani Velegaja) ist eine Ortschaft und Katastralgemeinde der Marktgemeinde Großpetersdorf im österreichischen Bezirk Oberwart im Burgenland. Die Ortschaft hat 318 Einwohner (Stand 1. Jänner 2024).

## Geografie
Die Fläche der Katastralgemeinde beträgt 55,8 ha, wovon 54,26 ha von der Agrargemeinschaft Welgersdorf bewirtschaftet werden.
Der Tauchenbach, ein linksseitiger Nebenfluss der Pinka, fließt südlich des Ortes.

## Kultur und Sehenswürdigkeiten

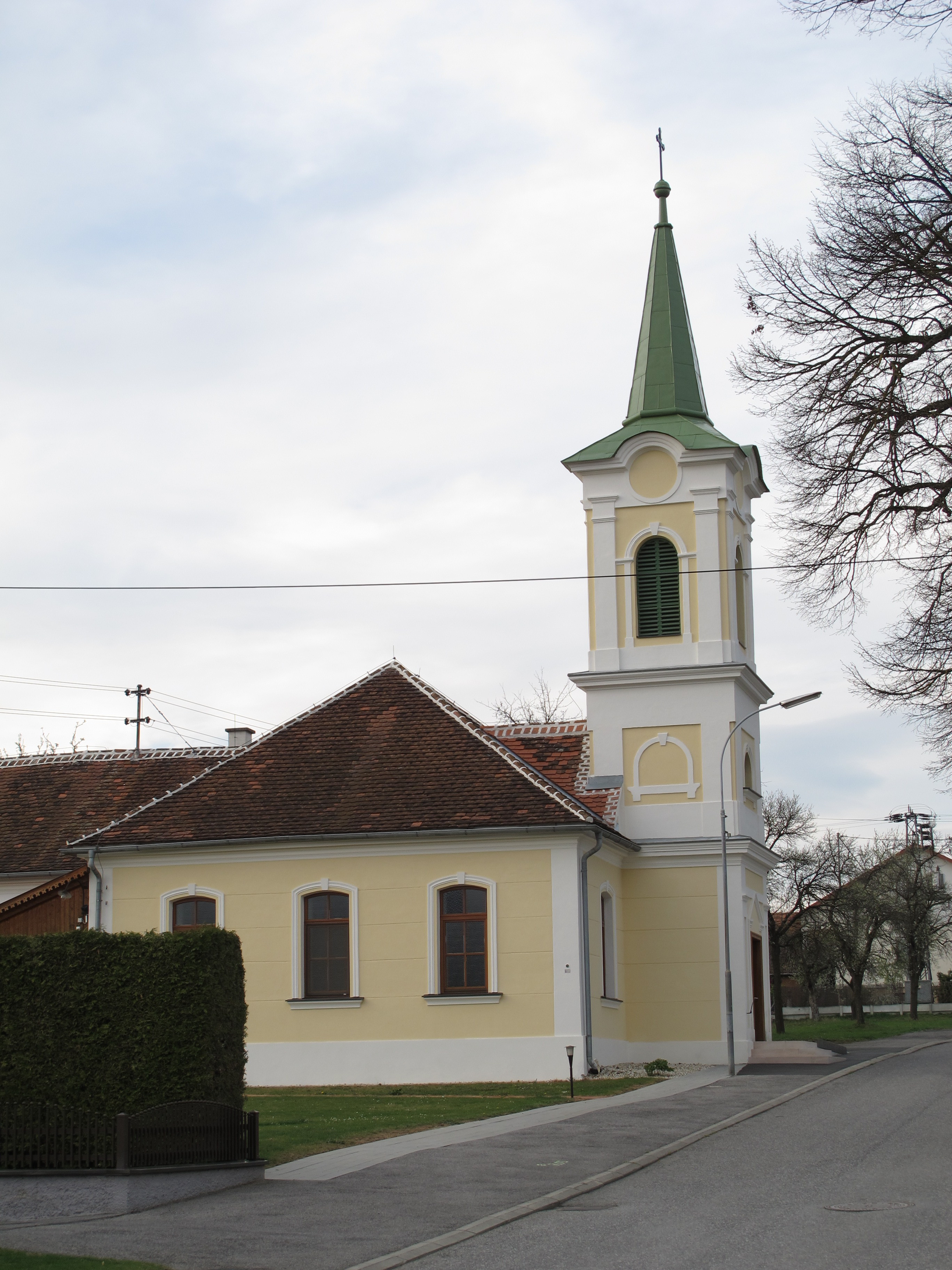
Ehem. Schul- und Bethaus Welgersdorf

- Das ehemalige Schul- und Bethaus steht unter Denkmalschutz (Listeneintrag).

## Vereine
- Der SV Welgersdorf wurde im Jahr 1977 gegründet.[3]
- Die Freiwillige Feuerwehr Welgersdorf wurde im Jahr 1906 gegründet und sorgt seitdem für den Brandschutz und die allgemeine Hilfe insbesondere auf Ortsebene.[4]